# Lista foștilor membri ai Camerei Reprezentanților Statelor Unite ale Americii: V
Această este o listă a foștilor membri ai Camerei Reprezentanților Statelor Unite ale Americii al căror nume de familie începe cu litera V.
| Reprezentant               | Ani                             | Stat           | Partid                        |
| -------------------------- | ------------------------------- | -------------- | ----------------------------- |
| George Vail                | 1853-1857                       | New Jersey     | Democrat                      |
| Henry Vail                 | 1837-1839                       | New York       | Democrat                      |
| Richard B. Vail            | 1947-1949, 1951-1953            | Illinois       | Republican                    |
| William N. Vaile           | 1919-1927                       | Colorado       | Republican                    |
| Edward K. Valentine        | 1879-1885                       | Nebraska       | Republican                    |
| Tim Valentine              | 1983-1995                       | North Carolina | Democrat                      |
| William W. Valk            | 1855-1857                       | New York       | American                      |
| Clement Vallandigham       | 1858-1863                       | Ohio           | Democrat                      |
| Henry Van Aernam           | 1865-1869, 1879-1883            | New York       | Republican                    |
| James I. Van Alen          | 1807-1809                       | New York       | Democrat-Republican           |
| John E. Van Alen           | 1793-1795                       | New York       | Pro-Administrație             |
| John E. Van Alen           | 1795-1799                       | New York       | Federalist                    |
| Thomas J. Van Alstyne      | 1883-1885                       | New York       | Democrat                      |
| Daniel M. Van Auken        | 1867-1871                       | Pennsylvania   | Democrat                      |
| John Van Buren             | 1841-1843                       | New York       | Democrat                      |
| Philip Van Cortlandt       | 1793-1795                       | New York       | Anti-Administrație            |
| Philip Van Cortlandt       | 1795-1809                       | New York       | Democrat-Republican           |
| Pierre Van Cortlandt, Jr.  | 1811-1813                       | New York       | Democrat-Republican           |
| Lionel Van Deerlin         | 1963-1981                       | California     | Democrat                      |
| Clarence Van Duzer         | 1903-1907                       | Nevada         | Democrat                      |
| Carl Van Dyke              | 1915-1919                       | Minnesota      | Democrat                      |
| John Van Dyke              | 1847-1851                       | New Jersey     | Whig                          |
| Nicholas Van Dyke          | 1807-1811                       | Delaware       | Federalist                    |
| Henry S. Van Eaton         | 1883-1887                       | Mississippi    | Democrat                      |
| Peter Van Gaasbeck         | 1793-1795                       | New York       | Pro-Administrație             |
| Burt Van Horn              | 1861-1863, 1865-1869            | New York       | Republican                    |
| George Van Horn            | 1891-1893                       | New York       | Democrat                      |
| Robert T. Van Horn         | 1865-1871, 1881-1883, 1896-1897 | Missouri       | Republican                    |
| Archibald Van Horne        | 1807-1811                       | Maryland       | Democrat-Republican           |
| Espy Van Horne             | 1825-1829                       | Pennsylvania   | Democrat                      |
| Isaac Van Horne            | 1801-1805                       | Pennsylvania   | Democrat-Republican           |
| Isaac B. Van Houten        | 1833-1835                       | New York       | Democrat                      |
| John Peter Van Ness        | 1801-1803                       | New York       | Democrat-Republican           |
| William Van Pelt           | 1951-1965                       | Wisconsin      | Republican                    |
| Henry Van Rensselaer       | 1841-1843                       | New York       | Whig                          |
| Jeremiah Van Rensselaer    | 1789-1791                       | New York       | Anti-Administrație            |
| Killian Van Rensselaer     | 1801-1811                       | New York       | Federalist                    |
| Solomon Van Rensselaer     | 1819-1822                       | New York       | Federalist                    |
| Stephen Van Rensselaer III | 1822-1825                       | New York       | Federalist                    |
| Stephen Van Rensselaer III | 1825-1829                       | New York       | Național Republican           |
| Joshua Van Sant            | 1853-1855                       | Maryland       | Democrat                      |
| Isaac W. Van Schaick       | 1885-1887, 1889-1891            | Wisconsin      | Republican                    |
| Thomas Van Swearingen      | 1819-1821                       | Virginia       | Democrat-Republican           |
| Thomas Van Swearingen      | 1821-1822                       | Virginia       | Federalist                    |
| Philadelph Van Trump       | 1867-1873                       | Ohio           | Democrat                      |
| Robert B. Van Valkenburg   | 1861-1865                       | New York       | Republican                    |
| H. Clay Van Voorhis        | 1893-1905                       | Ohio           | Republican                    |
| John Van Voorhis           | 1879-1883, 1893-1895            | New York       | Republican                    |
| Nelson H. Van Vorhes       | 1875-1879                       | Ohio           | Republican                    |
| Marshall Van Winkle        | 1905-1907                       | New Jersey     | Republican                    |
| Charles Van Wyck           | 1859-1863, 1867-1869, 1870-1871 | New York       | Republican                    |
| William W. Van Wyck        | 1821-1825                       | New York       | Democrat-Republican           |
| James E. Van Zandt         | 1939-1943, 1947-1963            | Pennsylvania   | Republican                    |
| John L. Vance              | 1875-1877                       | Ohio           | Democrat                      |
| Joseph Vance               | 1821-1825                       | Ohio           | Democrat-Republican           |
| Joseph Vance               | 1825-1835                       | Ohio           | Național Republican           |
| Joseph Vance               | 1843-1847                       | Ohio           | Whig                          |
| Robert B. Vance            | 1873-1885                       | North Carolina | Democrat                      |
| Robert Brank Vance         | 1823-1825                       | North Carolina | Democrat-Republican           |
| Robert J. Vance            | 1887-1889                       | Connecticut    | Democrat                      |
| Zebulon Baird Vance        | 1858-1861                       | North Carolina | Democrat                      |
| Guy Vander Jagt            | 1966-1993                       | Michigan       | Republican                    |
| Richard Vander Veen        | 1974-1977                       | Michigan       | Democrat                      |
| Tom Vandergriff            | 1983-1985                       | Texas          | Democrat                      |
| Aaron Vanderpoel           | 1833-1837, 1839-1841            | New York       | Democrat                      |
| Abraham Vanderveer         | 1837-1839                       | New York       | Democrat                      |
| William Vandever           | 1859-1861                       | Iowa           | Republican                    |
| William Vandever           | 1887-1891                       | California     | Republican                    |
| Willard Duncan Vandiver    | 1897-1905                       | Missouri       | Democrat                      |
| Charles Vanik              | 1955-1981                       | Ohio           | Democrat                      |
| John I. Vanmeter           | 1843-1845                       | Ohio           | Whig                          |
| William S. Vare            | 1912-1923, 1923-1927            | Pennsylvania   | Republican                    |
| John Varnum                | 1825-1831                       | Massachusetts  | Național Republican           |
| Joseph Bradley Varnum      | 1795-1811                       | Massachusetts  | Democrat-Republican           |
| Horace Worth Vaughan       | 1913-1915                       | Texas          | Democrat                      |
| William Wirt Vaughan       | 1871-1873                       | Tennessee      | Democrat                      |
| Albert C. Vaughn           | 1951                            | Pennsylvania   | Republican                    |
| Richard Vaux               | 1890-1891                       | Pennsylvania   | Democrat                      |
| William D. Veeder          | 1877-1879                       | New York       | Democrat                      |
| John H. G. Vehslage        | 1897-1899                       | New York       | Democrat                      |
| Harold Himmel Velde        | 1949-1957                       | Illinois       | Republican                    |
| Abraham B. Venable         | 1791-1795                       | Virginia       | Anti-Administrație            |
| Abraham B. Venable         | 1795-1799                       | Virginia       | Democrat-Republican           |
| Abraham W. Venable         | 1847-1853                       | North Carolina | Democrat                      |
| Edward C. Venable          | 1889-1890                       | Virginia       | Democrat                      |
| William W. Venable         | 1916-1921                       | Mississippi    | Democrat                      |
| Bruce Vento                | 1977-2000                       | Minnesota      | Democrat-Țărănist-Muncitoresc |
| Daniel C. Verplanck        | 1803-1809                       | New York       | Democrat-Republican           |
| Gulian C. Verplanck        | 1825-1833                       | New York       | Democrat                      |
| John Paul Verree           | 1859-1863                       | Pennsylvania   | Republican                    |
| Albert Henry Vestal        | 1917-1932                       | Indiana        | Republican                    |
| Victor Veysey              | 1971-1975                       | California     | Republican                    |
| Chauncey Vibbard           | 1861-1863                       | New York       | Democrat                      |
| Michel Vidal               | 1868-1869                       | Louisiana      | Republican                    |
| Egbert L. Viele            | 1885-1887                       | New York       | Democrat                      |
| Joseph P. Vigorito         | 1965-1977                       | Pennsylvania   | Democrat                      |
| Beverly M. Vincent         | 1937-1945                       | Kentucky       | Democrat                      |
| Bird J. Vincent            | 1923-1931                       | Michigan       | Republican                    |
| Earl W. Vincent            | 1928-1929                       | Iowa           | Republican                    |
| William D. Vincent         | 1897-1899                       | Kansas         | Populist                      |
| John M. Vining             | 1789-1793                       | Delaware       | Pro-Administrație             |
| Carl Vinson                | 1915-1965                       | Georgia        | Democrat                      |
| Fred M. Vinson             | 1924-1929, 1931-1938            | Kentucky       | Democrat                      |
| Samuel Finley Vinton       | 1823-1825                       | Ohio           | Democrat-Republican           |
| Samuel Finley Vinton       | 1825-1835                       | Ohio           | Național Republican           |
| Samuel Finley Vinton       | 1835-1837, 1843-1851            | Ohio           | Whig                          |
| David Vitter               | 1999-2005                       | Louisiana      | Republican                    |
| Weston E. Vivian           | 1965-1967                       | Michigan       | Democrat                      |
| Edward Voigt               | 1917-1927                       | Wisconsin      | Republican                    |
| Lester D. Volk             | 1920-1923                       | New York       | Republican                    |
| Harold Volkmer             | 1977-1997                       | Missouri       | Democrat                      |
| Henry Vollmer              | 1914-1915                       | Iowa           | Democrat                      |
| Andrew Volstead            | 1903-1923                       | Minnesota      | Republican                    |
| Daniel W. Voorhees         | 1861-1866, 1869-1873            | Indiana        | Democrat                      |
| Charles H. Voorhis         | 1879-1881                       | New Jersey     | Republican                    |
| Jerry Voorhis              | 1937-1947                       | California     | Democrat                      |
| John M. Vorys              | 1939-1959                       | Ohio           | Republican                    |
| Roger Vose                 | 1813-1817                       | New Hampshire  | Federalist                    |
| Albert L. Vreeland         | 1939-1943                       | New Jersey     | Republican                    |
| Edward B. Vreeland         | 1899-1913                       | New York       | Republican                    |
| Peter Dumont Vroom         | 1839-1841                       | New Jersey     | Democrat                      |
| Barbara Vucanovich         | 1983-1997                       | Nevada         | Republican                    |
| Charles W. Vursell         | 1943-1959                       | Illinois       | Republican                    |